# Rho Puppis
Rho Puppis (ρ Pup / ρ Puppis, nota a volte anche come Tureis) è una stella gigante brillante bianco-gialla di magnitudine 2,81 situata nella costellazione della Poppa. Dista 63 anni luce dal sistema solare.

## Osservazione
Si tratta di una stella situata nell'emisfero celeste australe e rappresenta la parte terminale della poppa della Nave Argo; grazie alla sua posizione non fortemente australe, può essere osservata dalla gran parte delle regioni della Terra, sebbene gli osservatori dell'emisfero sud siano più avvantaggiati. Nei pressi dell'Antartide appare circumpolare, mentre resta sempre invisibile solo in prossimità del circolo polare artico. La sua magnitudine pari a 2,8 le consente di essere scorta con facilità anche dalle aree urbane di moderate dimensioni.
Il periodo migliore per la sua osservazione nel cielo serale ricade nei mesi compresi fra dicembre e maggio; da entrambi gli emisferi il periodo di visibilità rimane indicativamente lo stesso, grazie alla posizione della stella non lontana dall'equatore celeste.

## Caratteristiche fisiche
La stella è una gigante brillante bianco-gialla, almeno per la sua classificazione, anche se in realtà per le sue dimensioni assomiglia più ad una subgigante. La sua massa è 1,85 quella del Sole, il raggio 3,4 volte superiore, mentre brilla 22 volte più del Sole, molto poco, considerando che è stata classificata come gigante brillante.
È anche una variabile Delta Scuti, la sua luminosità varia del 10% in un periodo di 3 ore e 22 minuti.
La stella pare essere circondata da un disco circumstellare ad una distanza di circa 50 UA e con una temperatura stimata, del disco, di 50 K
La sua magnitudine assoluta è di +1,39 e la sua velocità radiale positiva indica che la stella si sta allontanando dal sistema solare.

## Compagna
Rho Puppis ha una compagna di magnitudine 13,8, separata da 29,1 secondi d'arco da A e con angolo di posizione di 015 gradi. Potrebbe essere solo una compagna ottica, se fosse fisicamente legata alla principale sarebbe una nana rossa distante almeno 570 UA.